# Alberto Ribeiro
Alberto Ribeiro da Vinha (Rio de Janeiro, 27 de agosto de 1902 — Rio de Janeiro, 10 de novembro de 1971), ou simplesmente Alberto Ribeiro, foi um compositor e cantor brasileiro. 
Compôs, em parceria com João de Barro, o "Braguinha", algumas da mais famosas marchas carnavalescas e juninas do Brasil.
São de sua autoria, entre outras:
- "Sonho de Papel", gravada por Carmen Miranda em 1935
- "Yes! nós temos bananas" gravada por Almirante em 1938 e regravada em 1967 por Caetano Veloso
- "Touradas em Madrid" também com Almirante em 1938
- "Copacabana, princesinha do mar" Dick Farney em 1946
- "Tem Gato Na Tuba" com Nuno Roland em 1948
- "Chiquita Bacana" com Emilinha Borba em 1949 que foi a música mais cantada no Carnaval daquele ano.

Alberto Ribeiro tornou-se o nome de rua no Jardim Botânico (bairro do Rio de Janeiro).